# 世界摔角娛樂電視網
世界摔角娛樂電視網（英語：WWE Network），是美國世界摔角娛樂（WWE）公司以訂閱為基礎的視頻流媒體服務，標語為It's Way Over the Top，其總部位在美國康乃狄克州史丹福。世界摔角娛樂網路服務這個概念最初是在2011年公佈。2014年1月8日，世界摔角娛樂宣布將於2014年2月24日在美國啟用此服務，同時宣布將於2014年下半年到2015年上半年在英國、加拿大、澳大利亞、紐西蘭、香港、新加坡和北歐國家啟用此服務。
2021年1月25日，WWE宣布将旗下节目的转播权转让给NBC體育旗下的流媒体平台Peacock，现有WWE Network于同年4月4日起在美国停止服务，其他地区服务维持不变。到2022年，WWE将印尼、菲律宾的转播权转让给Disney+ Hotstar/Disney+，将澳大利亚的转播权转让给Binge。
为配合美国政府就2022年俄羅斯入侵烏克蘭对俄罗斯实施的制裁，WWE宣布于2022年3月3日起暂停俄罗斯及俄占领土（克里米亚、顿涅茨克、赫尔松、卢甘斯克、扎波罗热、德涅斯特河沿岸、阿布哈茲和南奥塞梯）的服务。
2024年，WWE与Netflix签订长达10年的版权合作协议，Netflix将于2025年起向海外地区用户提供WWE周播节目、月度赛事、原创节目及其他项目，届时原有WWE Network逐步停运，完成历史任务。

## 視頻流媒體
- 每年12次的世界摔角娛樂付費收看節目線上直播。[9]
- 摔角狂熱回顧 - 第一部命名的網路服務。這個服務可以追溯摔角狂熱的難忘時刻。[9][10]
- The Monday Night War（英语：The Monday Night War） - 週一夜戰的影集。[9]
- WWE Legends' House - 包含了世界摔角娛樂傳奇故事的真人實境秀。[9]
- WWE Countdown - 一個互動節目。[9]
- 前期與後期的Raw及SmackDown。[11]
- 每日新的工作室節目現場直播。[12]
- 每週的WWE Main Event空中直播。[9]
- 每週的WWE NXT空中直播。[9]
- 每週的WWE Superstars空中直播。[9]
- 來自世界摔角娛樂媒體庫超過十萬小時的內容[13]，包含幾乎全部的世界摔角娛樂、世界冠軍摔角、極限冠軍摔角的付費收看節目提供串流點閱，[14]而其中至少有四部過去的世界冠軍摔角付費收看節目世界摔角娛樂尚未列為可使用，它們是世界冠軍摔角與新日本職業摔角聯合製作的WCW/New Japan超級秀（1991年至1993年）、韓國衝擊（1995年）和德國獨家的付費收看節目決戰千禧年（2000年）。[15]

## 文獻參考
1. ↑  . WWE.   [2011-09-06]. （原始内容存档于2012-07-05）.
2. ↑  WWE Network Launches February 24 （页面存档备份，存于） Retrieved January 25, 2014
3. ↑  Hayes, Dade. . Deadline. 2021-03-08  [2021-03-09]. （原始内容存档于2023-01-29） （美国英语）.
4. ↑  Hayes, Dade. . Deadline. 2022-01-27  [2022-01-27]. （原始内容存档于2023-01-29） （美国英语）.
5. ↑  Bourne, David. . Sports Business Journal. 2022-10-21  [2022-10-23]. （原始内容存档于2022-11-27） （英语）.
6. ↑  Szalai, Georg. . The Hollywood Reporter. 2022-09-27  [2022-09-29]. （原始内容存档于2022-12-05）.
7. ↑  WWE Corporate.  (新闻稿). 2022-03-03  [2023-01-29]. （原始内容存档于2022-03-06）.
8. ↑  . corporate.wwe.com. 2024-01-23  [2024-03-21]. （原始内容存档于2024-02-03）.
9. 1 2 3 4 5 6 7 8  Lieberman, David. . Deadline New York. January 9, 2014  [January 9, 2014]. （原始内容存档于2014-08-04）.
10. ↑  . WWE.   [December 24, 2011]. （原始内容存档于2011-12-21）.
11. ↑  .   [2014-04-22]. （原始内容存档于2021-06-18）.
12. ↑  .   [2014-04-22]. （原始内容存档于2014-03-15）.
13. ↑  WWE.com Staff. . WWE.com. WWE. 2014-02-15  [2014-02-24]. （原始内容存档于2014-03-02）.
14. ↑  Gelston, Dan. . Las Vegas Review-Journal. January 9, 2014  [January 12, 2014]. （原始内容存档于2016-03-03）.
15. ↑  WWE.com Staff. . WWE.com. WWE. 2014-02-04  [2014-02-08]. （原始内容存档于2014-02-05）.

## 外部連結
- WWE Network官方網站（页面存档备份，存于）（英文）
- WWE Network官方facebook粉絲專頁 （页面存档备份，存于）（英文）
- WWE官方YouTube頻道（页面存档备份，存于）（英文）